# Arjun
Arjun är en stridsvagn som tillverkats för den indiska arméns räkning.

## Utveckling
1972 beslutades att Indien skulle utveckla en lokalt producerad stridsvagn som på sikt skulle ersätta Vijayanta. Konstruktionsarbetet påbörjades 1974 och den första prototypen stod färdig 1984.
Projektet som från början kallades MBT-90 var alltför optimistiskt och tekniskt avancerat för en nation utan tidigare erfarenhet av stridsvagnskonstruktion. Som en interimslösning började man i stället licenstillverka T-72M1 som fick namnet Ajeya i Indien. Över tusen stridsvagnar levererades till Indiska armén under åren 1984–1994 och mycket tydde på att Arjun skulle läggas ner till förmån för en vidareutveckling av Ajeya. Efter motorbytet från gasturbin till en tysktillverkad dieselmotor kom dock produktionen igång under slutet av 1990-talet, fast i begränsad skala.